# كولدفيوشن
كولدفيوشن (بالإنجليزية: ColdFusion)‏ هو مجموعة معقدة ومشهورة من المنتجات لبناء المواقع على الإنترنت ولتزويد الزوار والمستخدمين بالصفحات. وتم تطويره بواسطة أليير التي اندمجت مؤخرا مع شركة ماكروميديا (الآن لدا أدوبي سيستمز) وتستطيع أي شركة باستخدام كولدفيوشن أن تبني قاعدة بيانات باستخدام قوالب مهيئة مسبقاً وتدمجها مع برامج تطبيقية من أجل صنع موقع على الويب. وصفحات هذا الموقع يتم انشائها ديناميكيا أثناء طلبها.
يتكون كولدفيوشن من:
1. كولدفيوشن استديو ColdFusion Studio: ويستخدم في بناء المواقع ويتم تسميته بـ"بيئة كلية ومتكاملة للتطوير"
2. خادوم كولدفيوشن ColdFusion Server: وهو يزود صفحات الموقع إلى المستخدم ويَوصف أيضا بـ"منصة النشر"

أهم خاصية في كولدفيوشن - والتي تجعل الشركات تستخدمها: هي القدرة على إنشاء المواقع كأجزاء منفصلة عن بعضها البعض والتي يمكن حفظها في قاعدة بيانات ومن ثم تجميع هذه الأجزاء المنفصلة لتكون جزءاً واحداً أثناء استخدامها. توفر كولدفيوش واجهة مرئية من أجل بناء المواقع مباشرة أو كأجزاء منفصلة. مثلاً، لنفترض أن هناك جريدة ما لديها موقع على الشبكة (الإنترنت). والكثير من الصحفيين يعملون في هذه الجريدة. واذا اراد صحفي أن يكتب قصة أو خبرا، فإنه يستطيع أن يدخل هذه المعلومات مباشرة في موقع الجريدة على الشبكة من خلال محرر نصوص لا يدعم أي تهيئة من مثل notepad. ويضيف مقالته بتلك الطريقة إلى موقع الجريدة على الشبكة. وبذلك، فإن الصحفي لا يحتاج أن يتعلم رموز الـ HTML أو ما شابه لكي يفعل ذلك. ولاحقا فإن كولدفيوشن يقوم بتعديل المقالة وتهيئتها بصورة تلقائية أثناء طلب هذه المقالة. ويعتبر كولدفيوشن أداة مشهورة في بناء مواقع التجارة الإلكترونية.
وكولدفيوشن لها لغة تأشيرية خاصة بها وألا هي لغة تأشير الكولدفيوشن أو ColdFusion Markup Language CFML. والـ CFML يتكون من لغة تأشير النصوص التشعبية أو Hypertext Markup Language HTML ولغة التأشير القابلة للتمدد Extensible Markup Language XML. ومترجم JIT أو Just-in-time يحول الـCFML إلى صفحات من أجل تزويد المستخدم بها. وتشدد شركة أليير أن مجموعة منتجاتها مفتوحة وقابلة للتمدد. فهذه التطبيقات تستطيع الدخول على قواعد البيانات باستخدام OLE DB التابع لميكروسوفت أو الدخول على وصل قواعد البيانات المفتوح أو على مشغلات تستطيع الدخول على قواعد بيانات الأوراكل Oracle وسايبيس Sybase. وبالاستطاعة استخدام كولدفيوشن مع التطبيقات الموزعة والتي تستخدم هيكلية وسيط طلب الأغراض العام Common Object Request Broker Architecture CORBA أو مع نموذج أغراض العناصر الموزعة التابع لميكروسوفت Distributed Component Object Model DCOM من أجل الأخذ والرد مع تطبيقات شبكية أخرى.
وتدعي شركة أليير أن كولدفيوشن قابل للزيادة مما يسمح لحجم قاعدة البيانات ولعدد مستخدمي المزود بالازياد. وبالنسبة للمواقع الكبيرة جدا، فإن عدد من مزودات الكولدفيوشن تعمل كعنقود واحد. وكولدفيوشن مدعوم من قبل أنظمة تشغيل مختلفة مثل: الويندوز، سولاريس، الرد هات وغيرها.
تنتج الشركة ثلاثة مستويات مختلفة من الحلول:
- Express: مفيد للاستخدام الشخصي
- Professional: يناسب الشركات ذات الأعمال الصغيرة
- Enterprise: يناسب الأعمال الكبيرة

## وصلات خارجية
- الموقع الرسمي